# 수도권서부고속도로
수도권서부고속도로 주식회사(首都圈西部高速道路 株式會社)는 NH농협금융지주 자회사로 평택파주고속도로의 봉담 나들목 ~ 남광명 분기점 / 남광명 분기점 ~ 성채 나들목/소하 나들목/소하 분기점 구간을 건설하고, 휴게소와 같은 제반시설을 운영하는 대한민국의 기업이다. 2016년 4월 29일부터 평택파주고속도로의 봉담 나들목 ~ 남광명 분기점 / 남광명 분기점 ~ 성채 나들목/소하 나들목/소하 분기점 구간을 30년간 관리운영한다.

## 주요 연혁
- 2006년 12월 18일: 대림그룹 자회사로 회사 설립. 설립 당시에는 고려개발이 최대주주였다.
- 2011년 4월 29일: 평택파주고속도로 봉담 나들목 ~ 남광명 분기점 / 남광명 분기점 ~ 성채 나들목/소하 나들목/소하 분기점 29.5 km 구간 착공
- 2011년 8월 31일: 최대주주가 고려개발에서 농협은행으로 바뀌면서 대림그룹 자회사에서 농협중앙회 자회사로 편입되었다.
- 2012년 3월 2일: 모 기업인 농협중앙회가 신용부분과 경제부분을 지주사 형태로 분사시켜 NH농협금융지주와 농협경제지주를 출범시키면서 본 회사는 NH농협금융지주 자회사로 분사되었다.
- 2016년 4월 29일: 소하 나들목과 소하 분기점을 제외한 평택파주고속도로 봉담 나들목 ~ 남광명 분기점 / 남광명 분기점 ~ 성채 나들목/소하 나들목/소하 분기점 29.5 km 구간 준공, 개통 및 운영 개시
- 2016년 7월 3일: 소하 나들목과 소하 분기점 개통

## 같이 보기
- 평택파주고속도로
- 서서울고속도로
- 서울문산고속도로 (기업)
- NH농협금융지주
- 서울시메트로9호선
- 용인경량전철
- 이레일